# Vest Township (Missouri)
Vest Township est un ancien township, situé dans le comté de Scotland, dans le Missouri, aux États-Unis,.
Le township est fondé en 1891 et baptisé en référence à George Graham Vest, sénateur du Missouri.

### Source de la traduction
- (en) Cet article est partiellement ou en totalité issu de l’article de Wikipédia en anglais intitulé « Vest Township, Scotland County, Missouri » (voir la liste des auteurs).